# جيمي لين
جيمي لين (بالصينية: 林志穎) هو مغني وسائق سيارة سباق وممثل تايواني، ولد في 15 أكتوبر 1974 بتايبيه في تايوان.

## وصلات خارجية
- جيمي لين على موقع IMDb (الإنجليزية)
- جيمي لين على موقع ميوزك برينز (الإنجليزية)
- جيمي لين على موقع أول موفي (الإنجليزية)
- جيمي لين على موقع ديسكوغز (الإنجليزية)
- جيمي لين على موقع قاعدة بيانات الفيلم (الإنجليزية)